# 大林森
大林 森（おおばやし もり）は、日本の漫画家。北海道出身。かつては晋遊舎の『COMICポプリクラブ』に作品を発表していた。銃器や刃物が好きである。

## 作品リスト

### 漫画
一般向け
- 『萌える麻雀入門 もえじゃん!』 2007年11月22日発売、原作：森永ひとみ、講談社『MiChao!』連載、〈KCデラックス〉、ISBN 978-4-06-372398-4

成人向け
- 『S.S.S』 2003年12月19日発売、晋遊舎〈晋遊舎コミックス〉、ISBN 4-88380-398-8
- 『魔法少女マヂカルペンチ』 2004年10月22日発売[3]、晋遊舎〈晋遊舎コミックス〉、ISBN 4-88380-431-3
  - 新装版 2012年5月24日発売[4]、マックス〈ポプリコミックス〉、ISBN 978-4-86379-071-1
収録作品：「魔法少女マヂカルペンチ」[注 1]・「ホカホカ」・「お兄ちゃんはひきこもり」・「Ｄ.Ｎ.Ａ」・「武者嫁!!エリカ!!」・「KNOCKOUT!!」・「LOGOUT」「珍生記」・「la elmerna」・「The night mare」・「淫業親父」
- 『痙攣アクメ痴獄』 2011年11月17日発売[5]、エンジェル出版〈エンジェルコミックス〉、ISBN 978-4-87306-402-4
- 『魔乳✡堕乳』 2014年12月17日発売[6]、エンジェル出版〈エンジェルコミックス〉、ISBN 978-4-87306-614-1
収録作品：「産卵メイド母娘丼」・「生贄アヤ姉」・「金髪妻ちんまら祭」・「Pしゃん、ウチの娘をよろしくでチュウ」・「搾乳令嬢乳首アクメ」・「抜け忍くノ一拷問淫術」
- 『琴子は一生欲求不満』 2016年3月17日発売[7]、エンジェル出版〈エンジェルコミックス〉、ISBN 978-4-87306-692-9
- 『猥婦乳情』 2017年9月16日発売[8]、エンジェル出版〈エンジェルコミックス〉、ISBN 978-4-87306-777-3
収録作品：「妻が妻でなくなって…」・「人妻くんくんレイプ」・「ショタ喰い団地妻」・「アナルバージン」・「PTA会長の熟れた菊門」・「ぽちゃぽちゃレオタード」・「やさしい義姉さん」
- 『チ×ポに勝てない女たち』 2018年11月16日発売[9]、エンジェル出版〈エンジェルコミックス〉、ISBN 978-4-87306-832-9
収録作品：「女スパイだけど薬には敵わなかったよ」・「イケてるOLだけど中年チンポに勝てなかったよ」・「レズってみたけどチンポには勝てませんでした」・「性悪兄嫁チンポでリベンジ」・「人妻・飛鳥~デカマラキメセク~」・「露出司書・茉美子」・「思春期の性の捌け口」・「ねぇ、沙綾さん感じてる?」・「女教師正子」・「隣のあけ美はシングルマザー」・「ジト目の看護師加賀美さん」
- 『もっとチ○ポに勝てない女たち』 2019年12月17日発売[10]、エンジェル出版〈エンジェルコミックス〉、ISBN 978-4-87306-884-8
- 『マン×デレ』 2021年7月15日発売[11]、エンジェル出版〈エンジェルコミックス〉、ISBN 978-4-87306-955-5

### 挿絵
- 『プリンセスの一人軍隊（ワンマンアーミー）』 2004年10月27日発売、作：渡邊裕多郎、朝日ソノラマ〈ソノラマ文庫〉、ISBN 4-257-77044-9
- 『にんげんはじめました』 2005年1月発売、作：吉岡平、朝日ソノラマ〈ソノラマ文庫〉、ISBN 4-257-77052-X
- 『にんげん ゆめみました』 2005年3月25日発売、作：吉岡平、朝日ソノラマ〈ソノラマ文庫〉、ISBN 4-257-77053-8
- 『エンブレムは葵! カレシは征夷大将軍!?』 2009年1月20日発売、作：吉岡平、朝日新聞出版〈朝日ノベルズ〉、ISBN 978-4-02-273909-4
- 『歴女vs.葵ブラザーズ エンブレムは葵！』 2009年12月18日発売、作：吉岡平、朝日新聞出版〈朝日ノベルズ〉、ISBN 978-4-02-273929-2
- 『先輩と私』 2011年5月7日発売、作：森奈津子、徳間書店〈徳間文庫〉、ISBN 978-4-19-893369-2
- 『変身母娘ビューティクラフト 堕としあう母娘は悪に染まる』 2013年10月1日発売[12]、作：木森山水道、キルタイムコミュニケーション〈二次元ドリームノベルズ〉、ISBN 978-4-7992-0472-6